# Pseudacris crucifer
Pseudacris crucifer é uma espécie de anfíbio anuro da família Hylidae. É considerada pouco preocupante pela Lista Vermelha da UICN. Está presente em Cuba, Estados Unidos e Canadá. Foi introduzida em Cuba.